# Phrurolithus flavipes
Espèce
Phrurolithus flavipes est une espèce d'araignées aranéomorphes de la famille des Phrurolithidae.

## Distribution
Cette espèce se rencontre au Liban et en Israël.

## Description
Le mâle décrit par Marusik, Zonstein et Omelko en 2015 mesure 2,33 mm et la femelle 2,85 mm, les mâles mesurent de 2,10 à 2,35 mm et les femelles de 2,80 à 2,95 mm.

## Publication originale
- O. Pickard-Cambridge, 1872 : General list of the spiders of Palestine and Syria, with descriptions of numerous new species, and characters of two new genera. Proceedings of the Zoological Society of London, vol. 1872, p. 212-354 (texte intégral).